# Apostolepis polylepis
Apostolepis polylepis är en ormart som beskrevs av Amaral 1921. Apostolepis polylepis ingår i släktet Apostolepis och familjen snokar. Inga underarter finns listade i Catalogue of Life.
Arten förekommer i centrala Brasilien i delstaterna Tocantins, Maranhão och Piauí. Den lever i savannlandskapet Cerradon. Individerna gräver i den sandiga marken. Antagligen föredrar Apostolepis polylepis öppna ställen och tätare trädansamlingar undviks.
En större del av det ursprungliga landskapet finns kvar. Bränder som orsakas av människor kan påverka beståndet i viss mån. I utbredningsområdet inrättades nationalparker och andra skyddszoner. IUCN kategoriserar arten globalt som livskraftig (LC).